# Re del Burundi
Il Re del Burundi è stato il monarca del Regno del Burundi, fondato attorno al 1680 da Ntare Rushatsi capostipite della dinastia dei Baganwa. La successione regale degli abami, o re, continuò anche dopo l'instaurarsi del protettorato tedesco (1884-1890 e quindi della sovranità tedesca sulla colonia dell'Africa Orientale Tedesca (1890-1916), il passaggio al Belgio (1916-1922, il protettorato sul Ruanda-Urundi da parte della Lega delle Nazioni (1922-1946), e come territorio affidato al Belgio dalle Nazioni Unite (1946-1960) e infine nuovamente come regno prima autonomo (dal gennaio 1961) e poi indipendente (dal 1º luglio 1962), fino alla proclamazione della Repubblica del Burundi, il 28 novembre del 1966.

## Elenco dei re della dinastia Baganwa
Tra gli storici che si sono occupati della monarchia del Burundi, per quanto riguarda il numero dei re e della cronologia del regno non c'è ancora unanimità. Il motivo è che l'unica fonte a disposizione è la tradizione orale, una tradizione che spesso è contraddittoria e che sfocia più nella mitologia e nella leggenda che nella storia propriamente detta.

Riconosciuto è il capostipite della dinastia, Ntare Rushatsi e la successione ciclica dei nomi: Ntare (Leone), Mwezi (Luna piena), Mutaga (Mezzogiorno) e Mwambutsa (Colui che fa attraversare).

Dai primi missionari della fine del 1800 ai monarchi degli anni cinquanta si è sostenuto una cronologia lunga: quattro cicli di quattro re, totale sedici. Ecco perché Mwambutsa Bariricenge per primo si è chiamato Mwambutsa IV e suo figlio Ntare V. A partire dal vescovo Julien Gorju negli anni trenta del XX secolo agli storici moderni della scuola franco-burundese però si preferisce due cicli di quattro re, totale otto.

Ma l'intento dei missionari (Van der Burgt, Meyer) era quello di attaccare al fondatore dei numerosi regni della zona Ruhinda la dinastia del Burundi, mentre l'intento dei regnanti era quello di costruirsi un prestigio da poter opporre ai rivali rwandesi e ai regnanti belgi.

Però i moderni (Gorju, Vansina, Chrétien, Mworoha), da inchieste sul numero delle necropoli reali e delle regine madri e dalla comparazione con la cronologia dei regnanti rwandesi, tendono a ravvicinare l'inizio della dinastia datandola verso la fine del XVII secolo, senza escludere però, precedentemente a questa data, una qualche forma di organizzazione politica pre-ganwa, oggi non documentabile. E questa oggi è la tesi più accreditata. 

Ecco dunque l'elenco dei abami b'Uburundi:

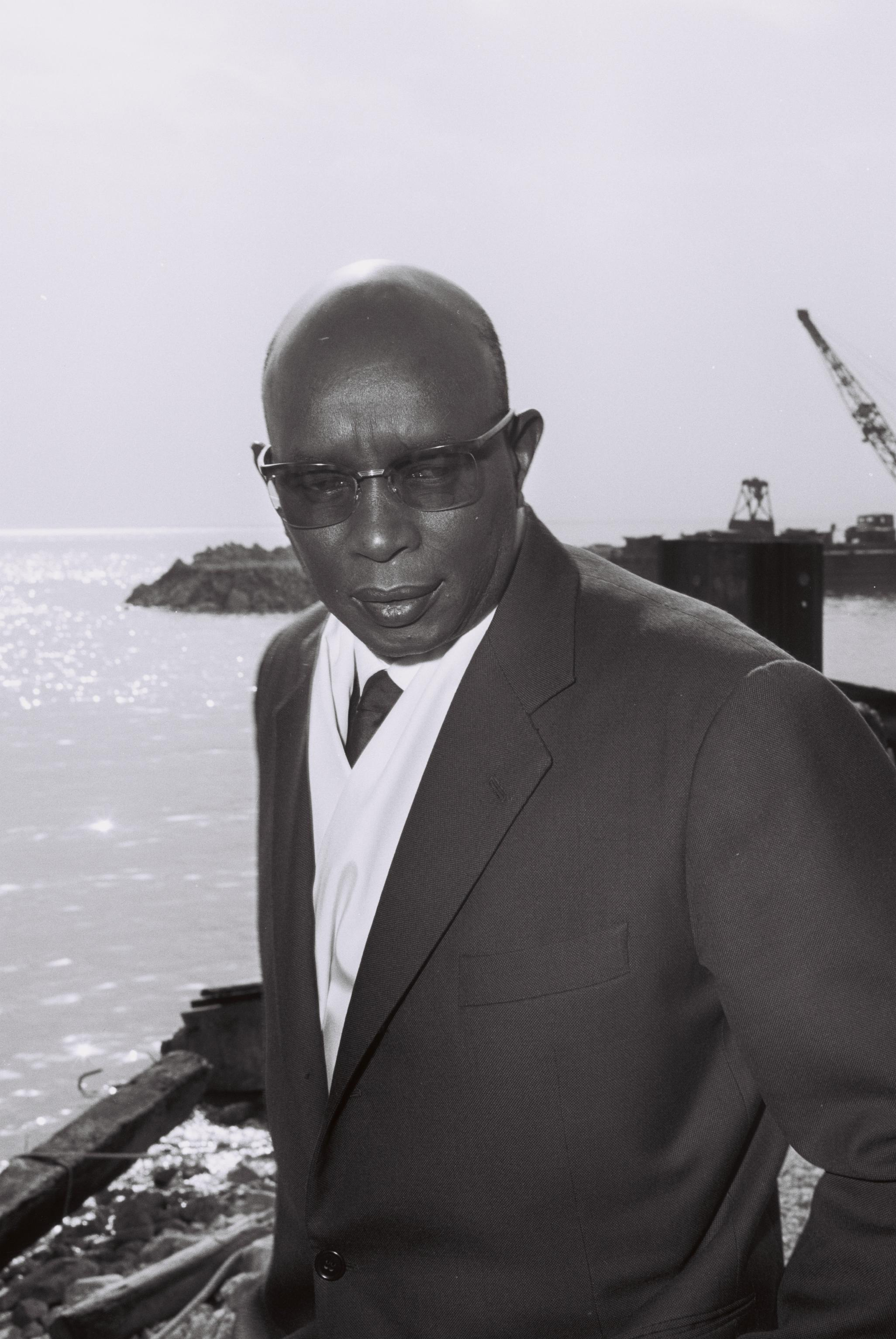
Re Mwambutsa nel 1962

- Ntare Rushatsi (1680 circa - 1709 circa)
- Mwezi Ndagushimiye (1709 circa - 1739 circa)
- Mutaga Senyamwiza (1739 circa - 1767 circa)
- Mwambutsa Mbariza (1767 circa - 1796 circa)
- Ntare Rugamba (1796 circa - 1850 circa)
- Mwezi Gisabo (1850 circa - 1908)
- Mutaga Mbikije (1908 - 1915)
- Mwambutsa Bangiricenge (1915 - 1966, deposto, morto nel 1977)
- Ntare Ndizeye (8 luglio - 28 novembre 1966, deposto per la proclamazione della Repubblica del Burundi, assassinato nel 1972)

A puro scopo informativo si trascrive anche la lista "lunga":
- Ntare I Rushatsi: c.1530–c.1550
- Mwezi I: c.1550–c.1580
- Mutaga I: c.1580–c.1600
- Mwambutsa I: c.1600–c.1620
- Ntare II: c.1620–c.1650
- Mwezi II: c.1650–c.1680
- Mutaga II: c.1680–c.1700
- Mwambutsa II: c.1700–c.1720
- Ntare III: c.1720–c.1750
- Mwezi III Ndagushimiye: c.1750–c.1780
- Mutaga III Senyamwiza: c.1780–c.1800
- Mwambutsa III Mbariza: c.1800–c.1830
- Ntare IV Rugamba: c.1830–c.1850
- Mwezi IV Gisabo: c.1850–1908
- Mutaga IV Mbikije: c.1908–1915
- Mwambutsa IV Bangiricenge: 1915–1966
- Ntare V Ndizeye: 1966